# Deuterixys svetlanae
Deuterixys svetlanae är en stekelart som beskrevs av Kotenko 2007. Deuterixys svetlanae ingår i släktet Deuterixys och familjen bracksteklar. Inga underarter finns listade i Catalogue of Life.